# Daniella Alonso

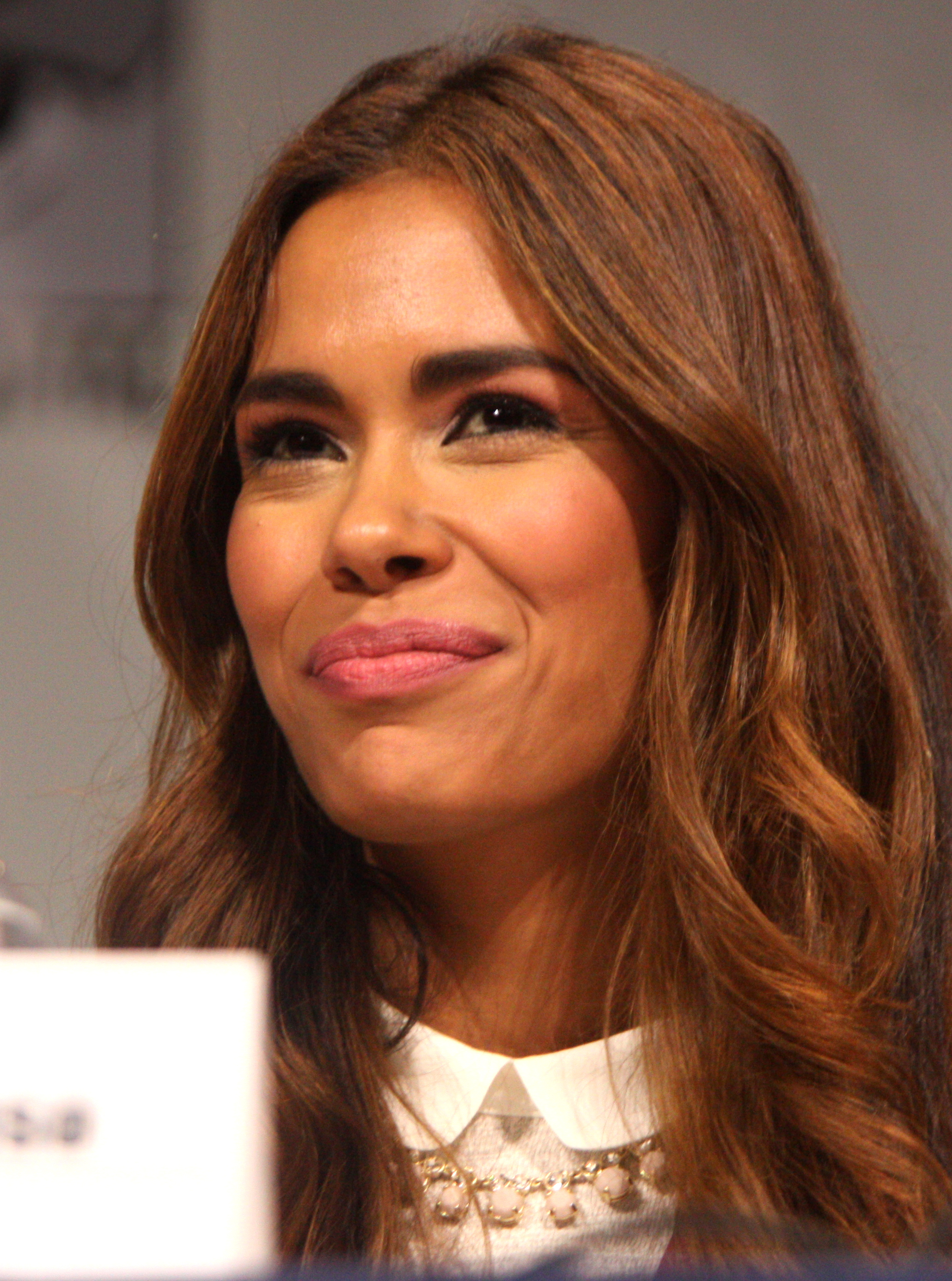
Daniella Alonso (2013)

Daniella Alonso (ur. 22 września 1978 w Nowym Jorku) – amerykańska aktorka latynoskiego pochodzenia.

## Życiorys
Jej matka jest Portorykanką, a dziadkowie ze strony ojca pochodzili z Peru i Japonii. Prócz aktorstwa zajmowała się także modellingiem.

## Filmografia

### Filmy
| Rok  | Tytuł                         | Rola             | Uwagi       |
| ---- | ----------------------------- | ---------------- | ----------- |
| 1997 | Academy Boyz                  | Lisa             |             |
| 2001 | Black Knight                  | June             |             |
| 2003 | Rhythm of the Saints          | Rena             |             |
| 2006 | The Last Romantic             |                  |             |
| 2006 | All You’ve Got                | Rada Kincaid     |             |
| 2006 | Piekielne sąsiedztwo          | Posie            |             |
| 2007 | Wzgórza mają oczy 2           | Missy            |             |
| 2007 | Droga bez powrotu 2           | Amber            |             |
| 2007 | A Poor Kid's Guide to Success | Nicole           |             |
| 2009 | Love 10 to 1                  | Cali             |             |
| 2009 | Love Song                     | Cali             | krótkometr. |
| 2009 | We Were Once a Fairytale      | Sofa Girl        | krótkometr. |
| 2009 | The Collector                 | Lisa             |             |
| 2013 | The Mulberry Tree             | Maria Ramirez    |             |
| 2015 | Re-Kill                       | Matthews         |             |
| 2015 | Paul Blart: Mall Cop 2        | Divina Martinez  |             |
| 2016 | Lawless Range                 | Claudia Donnelly |             |
| 2019 | Maybe I'm Fine                | Sage             |             |
| 2020 | Anderson Falls                | Kelly Alderman   |             |

### Telewizja
| Rok       | Tytuł               | Rola                 | Uwagi    |
| --------- | ------------------- | -------------------- | -------- |
| 2004–2005 | Pogoda na miłość    | Anna Taggaro         | 12 odc.  |
| 2007–2008 | Friday Night Lights | Carlotta Alonso      | 10 odc.  |
| 2010      | My Generation       | Brenda Serrano       | 8 odc.   |
| 2012      | Partnerki           | Riley Cooper         | 2 odc.   |
| 2012      | Kamuflaż            | Terapeutka           | 2 odc.   |
| 2012–2014 | Revolution          | Nora Clayton         | 21 odc.  |
| 2014      | Nocna zmiana        | dr Landry de la Cruz | 8 odc.   |
| 2015      | Being Mary Jane     | Marisol              | 6 odc.   |
| 2016      | Królestwo zwierząt  | Catherine            | 8 odc.   |
| 2018      | Zabójcze umysły     | Lisa Douglas         | 3 odc.   |
| 2018–2019 | Rezydenci           | Zoey Barlow          | 5 odc.   |
| 2019–2022 | Dynastia            | Cristal              | gł. rola |
| 2019      | The Fix             | Effy Collier         | 5 odc.   |

Daniella Alonso ma też na koncie wiele ról epizodycznych w serialach, m.in. CSI: Kryminalne zagadki Las Vegas, Gwiezdne wrota: Atlantyda, Prawo i porządek.